# ویوگافکا (آلاباما)
ویوگافکا (به انگلیسی: Weogufka) شهرکی در شهرستان کائوسا ایالت آلاباما است که مساحت آن ۲۱٫۵۶ کیلومترمربع است و در سرشماری سال ۲۰۱۰ میلادی، ۲۸۲ نفر جمعیت داشته و تراکم جمعیتی آن، ۱۳٫۰۸ در کیلومترمربع بوده است.